# Unmittelbarkeit
Unter Unmittelbarkeit wird im Allgemeinen der direkte, ursprüngliche Zugang zu etwas verstanden. Der Ausdruck ist sowohl in der Alltagssprache verbreitet als auch in der Wissenschaft geläufig. Wissenschaftlich ist er insbesondere in der Philosophie und der Rechtswissenschaft von Bedeutung.

## Systemtheorie
|             | direkt | indirekt |
| ----------- | ------ | -------- |
| unmittelbar |        |          |
| mittelbar   |        |          |

In der Systemtheorie wird der Begriff Unmittelbarkeit für das hilfsmittelfreie Auslösen von Ereignisse gebraucht. Er unterscheidet sich somit vom Begriff Direktheit, der sich auf Vorgänge bezieht, die ohne Umwege zum Ziel führen.

## Philosophie
In der Philosophie gehört die „Unmittelbarkeit“ zu jenen Ausdrücken, die zwar häufig verwandt, aber verhältnismäßig wenig thematisiert werden. Als „unmittelbar“ wird dabei generell dasjenige bezeichnet, was ohne vorherige Verarbeitung oder Ursache gegeben ist. Unmittelbar ist also alles, was durch keinen Prozess und keine anderweitige Erklärung verständlich gemacht und daher ursprünglich ist.
In verschiedenen philosophischen Kontexten spielt die Frage eine Rolle, was dem Inhalt nach als unmittelbar gelten kann. So streiten z. B. die philosophischen Richtungen des Rationalismus und des Empirismus um ebendiese Frage: Der Empirismus vertritt, dass die Erfahrung unmittelbar gegeben sei, während die Begriffe auf der Erfahrung aufbauen. Der Rationalismus ist dagegen der umgekehrten Ansicht, dass (zumindest manche) Begriffe unmittelbar gegeben („angeboren“) seien, während die Erfahrung durch Begriffe konstituiert und daher nicht unmittelbar sei.
Eine besondere Rolle spielt die Unmittelbarkeit in der Philosophie des Deutschen Idealismus und in der aus ihm entstehenden Dialektik. Dort wird die Unmittelbarkeit als Gegenbegriff zur Absolutheit verstanden. Sowohl absolute als auch unmittelbare Instanzen zeichnen sich dadurch aus, dass sie nicht aus etwas anderem hergeleitet und in diesem Sinne ursprünglich sind. Sie unterscheiden sich aber dadurch, dass die Ursprünglichkeit in der Unmittelbarkeit bloß scheinhaft ist, während sie im Absoluten tatsächlich und in Wahrheit besteht. In der Dialektik geht daher das Auftreten von Unmittelbarkeit methodisch immer mit der Forderung einher, den Schein der Unmittelbarkeit aufzulösen und zu zeigen, dass und inwiefern das scheinbar Unmittelbare in Wahrheit vermittelt ist.

## Rechtswissenschaft
In der Rechtswissenschaft spielt die Unmittelbarkeit insbesondere als Unmittelbarkeitsprinzip eine Rolle.

### Philosophie
- Andreas Arndt: Unmittelbarkeit. transcript-Verlag, Bielefeld 2004, ISBN 3-89942-270-8.